# 清朝統治時代の台湾

台湾
臺灣

台湾の位置

清朝統治時代の台湾（しんちょうとうちじだいのたいわん）は、清朝が鄭氏政権を倒して台湾を編入した1683年（康熙22年、永暦37年）から、日清戦争の敗戦に伴って清国が日本（当時の大日本帝国）に割譲した1895年（光緒21年、明治28年）4月17日までの時代である。
清国は台湾についてほとんど投資を行わなかったため発展は遅れたが、清国が台湾を領有した当初から、米穀が豊富にとれたため、福建・広東の穀倉と称された。さらに19世紀には茶・砂糖黍・樟脳・鉱物の生産地として発達し、出荷地として都市化も進み、帝国主義時代には台湾民主国が成立する背景となった。

## 19世紀以前
建国以来反清勢力の撲滅を目指して来た清朝は、「反清復明」を掲げる台湾の鄭氏政権に対しても攻撃を行い、1683年に台湾を制圧して鄭氏政権を滅ぼすことに成功した。だが、清国は鄭氏政権を滅ぼすために台湾島を攻撃・制圧したのであり、当初は台湾島を領有する事に消極的であった。しかしながら、朝廷内での協議によって、最終的には軍事上の観点から領有することを決定し、台湾に1府（台湾）3県（台南、高雄、嘉義）を設置した上で福建省の統治下に編入した。ただし清国は、台湾を「化外の地」としてさほど重要視していなかったために統治には長らく消極的であり続けた。土牛溝によって番界という台湾原住民の生活域と漢人の生活域をわけ、台湾原住民を化外の野蕃として放置し続けてきた。一方で漢人は番界に土地を借り開拓は続き徐々に原住民の生活域は圧迫され、その度に番界は策定しなおされたが、台湾本島における清国の統治範囲は島内全域におよぶことはなかった。なお、現在、中華民国と中華人民共和国は、清国が台湾のみでなく釣魚島（尖閣諸島）にも主権が及んでいたと主張している。
1786年11月に中部の彰化県で、天地会の会員数名が逮捕されたことを発端として暴動が発生し、県知事を含め官吏の多くが殺害された。首謀者の名をとって林爽文事件と呼ばれるこの反乱は、翌年12月に大陸から鎮定軍が派遣され1788年に終息したが、事件を契機として台湾周辺に組織的な海賊が横行するようになった。
この時期は海禁策がとられ、渡台は男性のみに限られていたが、一般にこの時期に大量の密航が行われたとされている。例えば1759年の一年間に拿捕された密航は25件、逮捕者は990余人であった。人口は増加しつづけ、1811年には195万人に到達した。

## 19世紀

1894年当時の福建台湾省の行政区画

清国編入後、台湾へは対岸に位置する中国大陸の福建省、広東省から相次いで多くの漢民族が移住し、開発地を拡大していった。そのために、現在の台湾に居住する本省系漢民族の言語文化は、これらの地方のそれと大変似通ったものとなっている。漢民族の大量移住に伴い、台南付近から始まった台湾島の開発のフロンティア前線は約2世紀をかけて徐々に北上し、19世紀に入ると台北付近が本格的に開発されるまでになった。
19世紀前半には「一府二鹿三艋舺」と呼ばれるほど、台南府（現在の台南市中西区など）・鹿港（現在の彰化県鹿港鎮）・艋舺（現在の台北市万華区）を中心とした繁栄が見られ、林本源や陳中和などが土着した商人資本の代表だった。1885年には福建台湾省を置き、三府一直隷州六庁十一県の設置となった。アヘン戦争などを機に貿易港として指定された基隆港と打狗港を中心として発展した (原田 2007)。
この間、台湾は主に農業と中国大陸との貿易によって発展していったが、清国の統治力が弱い台湾への移民には気性の荒い海賊や食いはぐれた貧窮民が多く、更にはマラリア、デング熱などの熱帯病や台湾原住民との葛藤、台風などの水害が激しかったため、台湾では内乱が相次いだ。一例として、1805年には福建省の海賊蔡牽が淡水を襲撃して「鎮海威武王」を号し、翌1806年には匪賊と呼応して台湾府城を包囲する擾乱事件が起きている。
なお、清国は台湾に自国民が定住することを抑制するために女性の渡航を禁止したために、台湾には漢民族の女性が少なかった。そのために漢民族と平地に住む原住民との混血が急速に進み、現在の「台湾人」と呼ばれる漢民族のサブグループが形成された。また、原住民の側にも平埔族と呼ばれる漢民族に文化的に同化する民族群が生じるようになった。
19世紀半ばにヨーロッパ列強諸国の勢力が中国にまで進出してくると、台湾にもその影響が及ぶようになった。すなわち、1858年にアロー戦争に敗れた清が天津条約を締結したことにより、台湾でも安平港と基隆港が欧州列強に開港されることとなった。また、1874年には日本による台湾出兵（牡丹社事件）が行なわれ、1884–85年の清仏戦争の際にはフランスの艦隊が台湾北部への攻略を謀った。これに伴い、清国は日本や欧州列強の進出に対する国防上の観点から台湾の重要性を認識するようになり、台湾の防衛強化のために知事に当たる巡撫を派遣した上で、1885年に台湾を福建省から分離して福建台湾省を新設した。福建台湾省設置後の清国は、それまでの消極的な台湾統治を改めて本格的な統治を実施するようになり、劉銘伝が巡撫となると、地租改正を意味する清賦事業に着手し、省都・台北府の近代都市化も大きく図られた。電気と電灯、電信、1887年には基隆-台北間に鉄道などの近代的社会基盤を整備し、本土から商人資本を呼び寄せ、興市公司を設立するなど積極的な政策を進めた。また1892年の米の生産量は、人口700万人を養えるほどとなり、1894年には砂糖の生産高は5万3000トンに至り、大量の阿片が輸入されていたが、茶などの輸出のおかげで常に大幅な黒字で、人口も1893年には255万人に到達した (黄 1970)。
だが、日清戦争に敗北したため、翌1895年4月17日に締結された下関条約に基づいて、1895年6月2日の授受式より台湾は清国から大日本帝国に割譲され、それに伴い福建台湾省は設置から約10年という短期間で廃止された。これ以降、1945年10月25日までの50年間、台湾は大日本帝国の外地として、台湾総督府の統治下に置かれた。

## 清国統治下の原住民
清国は原住民を「番人」と称し、「生番」と「熟番」とに区別した。清国の統治下にあり徭役・納税義務の負担、清国の法律が適用され、ある程度受容し漢人に近いと考えられたた原住民を熟番、統治外にあり中国文明を全く受容していないものを生番と呼んだ。中間段階にあるものを化番とする場合もある。
1722年（康熙61年）、清国によって番界（土牛、土牛溝）とよばれる漢人・生番間の居住空間を東西に区画した境界線が制定され、漢人はこれを越えて進入・開墾してはならないと法律で禁じられた。ただし清末の開山撫番政策までに番界は、数回にわたって再画定された。つまり実際には漢人は越境し、原住民の土地を借り、もしくは強奪して開墾をしており、禁令は必ずしも十分には実施されなかったことを意味し、結果として番界は漸次東へと移動していった。番界の西側では熟番は漢人と雑居し、漢人と通婚を重ねていったと考えられている。
一方で「番俗近古説」によれば番界の東側で生活する生番にも、番餉という税を納めているか否かに帰化と非帰化の区別が存在した。ただし帰化生番は直接に清国へ税を支払うわけではなく、社丁が生番との交易から得た利益を税として納めていたのである。つまり官憲側が社丁に帰化生番との交易を許可する一種の交易税を番餉と称していたにすぎなかったと考えられる。
野番すなわち未帰化生番は、彼らが帰化していない以上、漢人との交易は公的には禁じられていたが、実際には番割と呼ばれる商人と交易を行っていた。公認の社丁とは対照的に、番割の交易活動は非合法であり、ゆえに官憲の管理は及んでいなかった。原住民たちはこうした番割を介して、塩や銃器などを手に入れていた。